# Curichón
Curichón es una localidad del norte de Bolivia, ubicada en la región de la Amazonía. Administrativamente se encuentra en el municipio de Filadelfia de la provincia de Manuripi en el departamento de Pando. El pueblo está a una altitud de 230 msnm, 15 kilómetros al sur del río Manuripi, y 55 kilómetros al norte del río Madre de Dios, y 40 kilómetros al este de la frontera con Perú.
La comunidad se encuentra dentro de la Reserva nacional de vida silvestre Amazónica Manuripi-Heath, un área protegida con el objetivo de cuidar el ecosistema de bosque tropical húmedo de la Amazonía boliviana. En Curichón existe una red de provisión de energía eléctrica, a lo largo de la red vial Curichón – Chivé, proveniente del sistema de cableado de Cobija.

## Geografía
Curichón está ubicado en la parte boliviana de la cuenca del Amazonas, al noreste de las estribaciones de la Cordillera Oriental peruana en el clima tropical lluvioso de la zona ecuatorial.
La temperatura promedio promedio de la región es de poco menos de 26 °C y solo fluctúa de forma insignificante a lo largo del año y del día, solo en los meses secos de invierno de junio a agosto es ligeramente inferior debido a la radiación de calor nocturna cuando hay nubosidad abierta. La precipitación anual es de unos 1.900 mm y tiene valores mensuales entre 150 y 300 durante más de la mitad del año durante la época de lluvias mm, solo en la corta estación seca de junio a agosto las precipitaciones descienden a valores mensuales inferiores a 50 milímetros.

## Transporte
Curichón se encuentra a 133 km por carretera al sur de Cobija, la capital departamental.
Desde Cobija, la carretera troncal pavimentada Ruta 13 recorre hacia el sur hasta Porvenir y desde allí hacia el este por otros 337 kilómetros hasta El Triángulo, en el departamento del Beni, donde se encuentra con la Ruta 8 que recorre de norte a sur desde Guayaramerín a Rurrenabaque.
Porvenir es también el punto de partida de la Ruta 16 de 900 km de longitud, que conduce por Cachuelita Bajo, Filadelfia y Empresiña hasta Buyuyo y luego por Espíritu, Holanda y San Silvestre hasta llegar a Curichón.

## Demografía
La población de la localidad casi se ha duplicado entre los dos últimos censos:
| Año  | Habitantes | Fuente |
| ---- | ---------- | ------ |
| 1992 | -          | Censo  |
| 2001 | 134        | Censo  |
| 2012 | 238        | Censo  |

## Economía
Según datos del municipio de Filadelfia al año 2006, el mayor cultivo de la localidad de Curichón es plátano, seguido del arroz y el maíz. En total tiene un área cultivada de 60 ha. Uno de los atractivos cerca a la comunidad es el Lago Bay, ubicado 10 km al oeste.